# Alamira peckorum
Alamira peckorum är en tvåvingeart som beskrevs av Ronald Henry Lambert Disney och Peterson 1983. Alamira peckorum ingår i släktet Alamira och familjen puckelflugor. Inga underarter finns listade i Catalogue of Life.